# Jelena Maksimović
Jelena Maksimović (ur. 20 kwietnia 1982 w Belgradzie) – serbska koszykarka grająca na pozycji środkowej, obecnie zawodniczka Ceglédi EKK.
W swojej karierze, głównie grała w klubie Željezničar Sarajewo. Grając w tym klubie miała 19 punktów, 12 zbiórek i dwie asysty, grając przy tym 35 minut. We wrześniu 2010 roku, trafiła do klubu Energa Toruń zastępując tym samym Thyese Fluker. 
W styczniu 2011 wybrana do pierwszej piątki Meczu Gwiazd Ford Germaz Ekstraklasy sezonu 2010-2011 (14 lutego), została wybrana MVP spotkania zdobywając 16 punktów, 6 zbiórek, 2 asysty, wszystko w niecałe 24 minuty.
W trakcie sezonu 2011/2012 w wyniku konfliktu z zespołem (oskarżenia o pobicie przez inne zawodniczki) Serbka opuściła Toruń.

## Osiągnięcia
Stan na 8 października 2018, na podstawie, o ile nie zaznaczono inaczej.
Drużynowe
- Mistrzyni:
  - Słowenii (2004)
  - Bośni (2010)
  - Serbii (2014)
- Wicemistrzyni Jugosławii (2001)
- Zdobywczyni pucharu:
  - Bośni (2010)
  - Serbii (2014)
- Finalistka pucharu:
  - Jugosławii (2001)
  - Słowenii (2004)

Indywidualne
- MVP meczu gwiazd Polskiej Ligi Koszykówki Kobiet (2011)

Reprezentacja
- Uczestniczka:
  - eliminacji do Eurobasketu (2011, 2013)
  - mistrzostw Europy U–18 (2000 – 9. miejsce)